# Olympische Sommerspiele 1956/Teilnehmer (Uruguay)
| Gelbes Symbol für Goldmedaillen mit stilisierten Olympischen Ringen | Graues Symbol für Silbermedaillen mit stilisierten Olympischen Ringen | Braundes Symbol für Bronzemedaillen mit stilisierten Olympischen Ringen |
| ------------------------------------------------------------------- | --------------------------------------------------------------------- | ----------------------------------------------------------------------- |
| —                                                                   | —                                                                     | 1                                                                       |

Uruguay nahm an den Olympischen Sommerspielen 1956 im australischen Melbourne mit einer Delegation von 21 männlichen Sportlern teil.
Seit 1924 war es die siebte Teilnahme Uruguays an Olympischen Sommerspielen.

## Flaggenträger
Der Basketballer Héctor Costa trug die Flagge Uruguays während der Eröffnungsfeier im Melbourner Olympiastadion.

## Medaillen
Mit einer gewonnenen Bronzemedaille belegte das Team Uruguays Platz 35 im Medaillenspiegel.

### Bronze
| Namen | Sportart   | Wettkampf |
| --- | ---------- | --------- |
| Carlos Blixen, Nelson Chelle, Ramiro Cortés, Nelson Demarco, Héctor Costa, Héctor García Otero, Oscar Moglia, Raúl Mera, Carlos González, Sergio Matto, Ariel Olascoaga und Milton Scarón | Basketball | Männer    |

## Teilnehmer nach Sportarten

### Basketball
- Herrenteam
Bronze

- Kader
Carlos Blixen
Nelson Chelle
Ramiro Cortés
Nelson Demarco
Héctor Costa
Héctor García Otero
Oscar Moglia
Raúl Mera
Carlos González
Sergio Matto
Ariel Olascoaga
Milton Scarón

### Fechten
- Teodoro Goliardi
Säbel, Einzel: Viertelfinale

### Leichtathletik
- Fermín Donazar
Weitsprung: 12. Platz

### Radsport
- René Deceja
Straßenrennen, Einzel: 33. Platz
Straßenrennen, Mannschaft: Kein Ergebnis
4000 Meter Mannschaftsverfolgung: Vorläufe

- Walter Moyano
Straßenrennen, Einzel: DNF
Straßenrennen, Mannschaft: Kein Ergebnis

- Eduardo Puertollano
Straßenrennen, Einzel: DNF
Straßenrennen, Mannschaft: Kein Ergebnis
4000 Meter Mannschaftsverfolgung: Vorläufe

- Alberto Velázquez
Straßenrennen, Einzel: DNF
Straßenrennen, Mannschaft: Kein Ergebnis
4000 Meter Mannschaftsverfolgung: Vorläufe

- Luis Serra
1000 Meter Zeitfahren: 5. Platz
4000 Meter Mannschaftsverfolgung: Vorläufe

### Rudern
- Miguel Seijas
Doppelzweier: Halbfinale

- Paulo Carvalho
Doppelzweier: Halbfinale